# Syzygium anthicoides
Syzygium anthicoides är en myrtenväxtart som beskrevs av Peter Shaw Ashton. Syzygium anthicoides ingår i släktet Syzygium och familjen myrtenväxter. Inga underarter finns listade i Catalogue of Life.